# Gaston County
Gaston County är ett administrativt område i delstaten North Carolina, USA, med 206 086 invånare. Den administrativa huvudorten (county seat) är Gastonia. 

## Geografi
Enligt United States Census Bureau har countyt en total area på 943 km². 922 km² av den arean är land och 18 km² är vatten. 

### Angränsande countyn
- Lincoln County - nord
- Mecklenburg County - öst
- York County, South Carolina - syd
- Cleveland County - väst